# Nieuw Eykenduynen
Nieuw Eykenduynen is een begraafplaats in Den Haag.
Toen Oud Eik en Duinen te klein werd, werd in 1891 aan de andere kant van de Laan van Eik en Duinen de begraafplaats Nieuw Eykenduynen aangelegd. Tegen de begraafplaats liggen een kinderboerderij en een volkstuincomplex.

## Bekende personen
Op de begraafplaats zijn tal van bekende personen begraven, onder wie Willem Kloos, ir. Manusama en Simon Vestdijk.
Hier begraven zijn onder anderen:

## A
- Johan Coenraad Altorf (1876-1955), beeldhouwer

## B
- Margaretha Carolina (Margot) Begemann (1841-1907), geliefde Vincent van Gogh
- Karel Beukema (1878-1908), tennisser
- Everhard Beverwijk (1885-1929), blinde pianist

## C
- Elise van Calcar-Schiotling (1822-1904), feministe, schrijfster en pedagoge.
- Hendrik Albertus Calkoen (1844-1919), kolonel der infanterie van het Nederlandse leger, tijdelijk gedetacheerd bij het Indische leger, ridder Militaire Willems-Orde
- Petrus Lodewijk Albertus Collard (1847-1922), kolonel, ridder Militaire Willems-Orde
- Petrus Lodewijk Albertus Collard (1857-1927), gerechtelijk ambtenaar Militair Gerechtshof in Nederlands-Indië
- Wolter Louis Albert Collard (1875-1940), rechtskundige
- Joe Craig (1898-1957), Brits motorcoureur en constructeur, in het familiegraf van de familie van Wijngaarden.

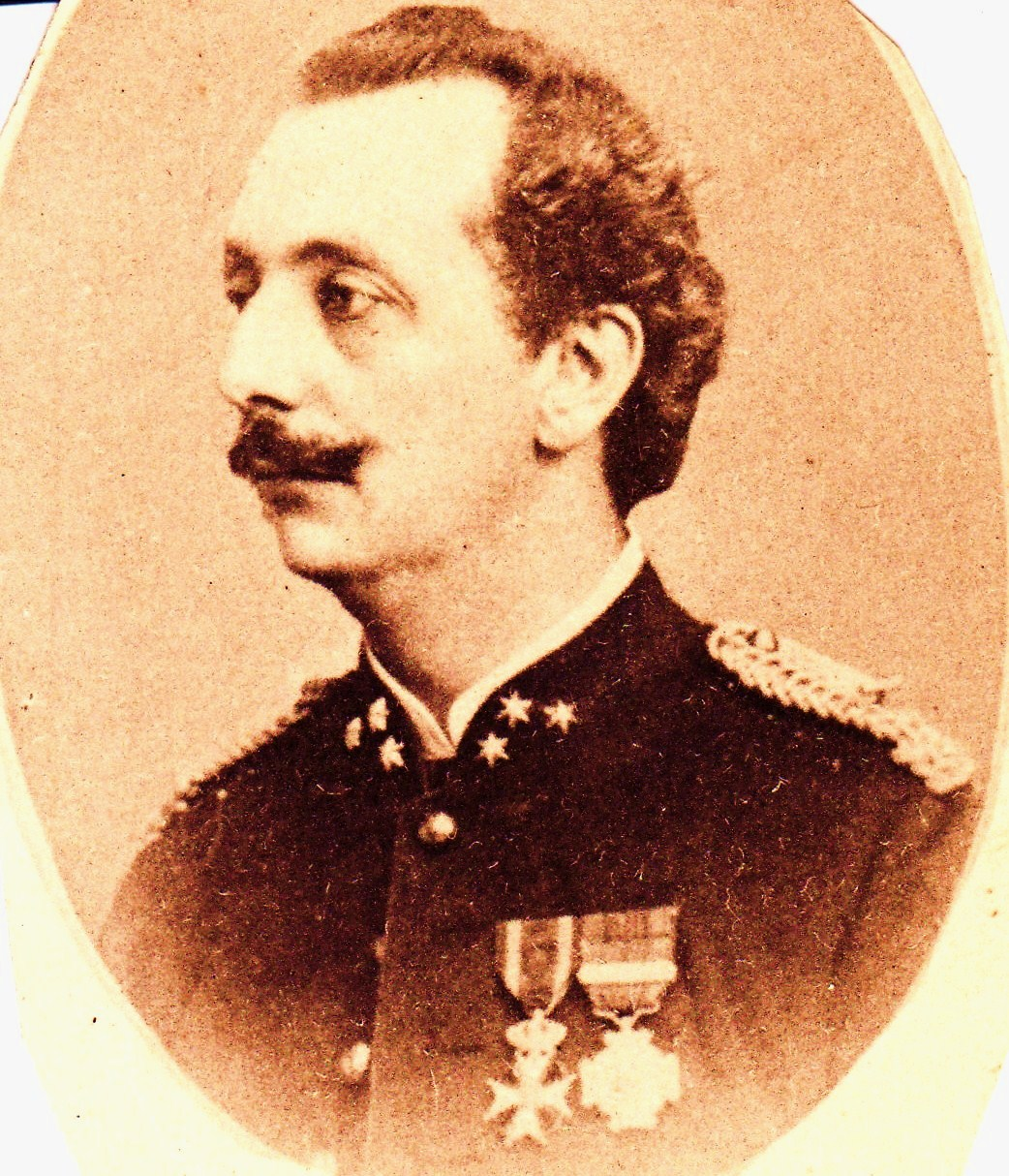
P.L.A. Collard (1847-1922)

## D
- Thom Denijs (1877-1935), concertzanger
- Mozes Isaac Duparc (1870-1925), ambtenaar

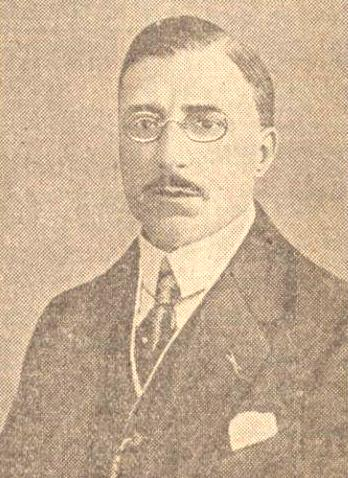
M.I. Duparc

## G
- Leon Hendrik Mattheus Genet (1840-1902), kolonel, ridder Militaire Willems-Orde
- Karel Felix Eduard Gerth van Wijk (1870-1935), commandant Nederlandsch-Indisch leger

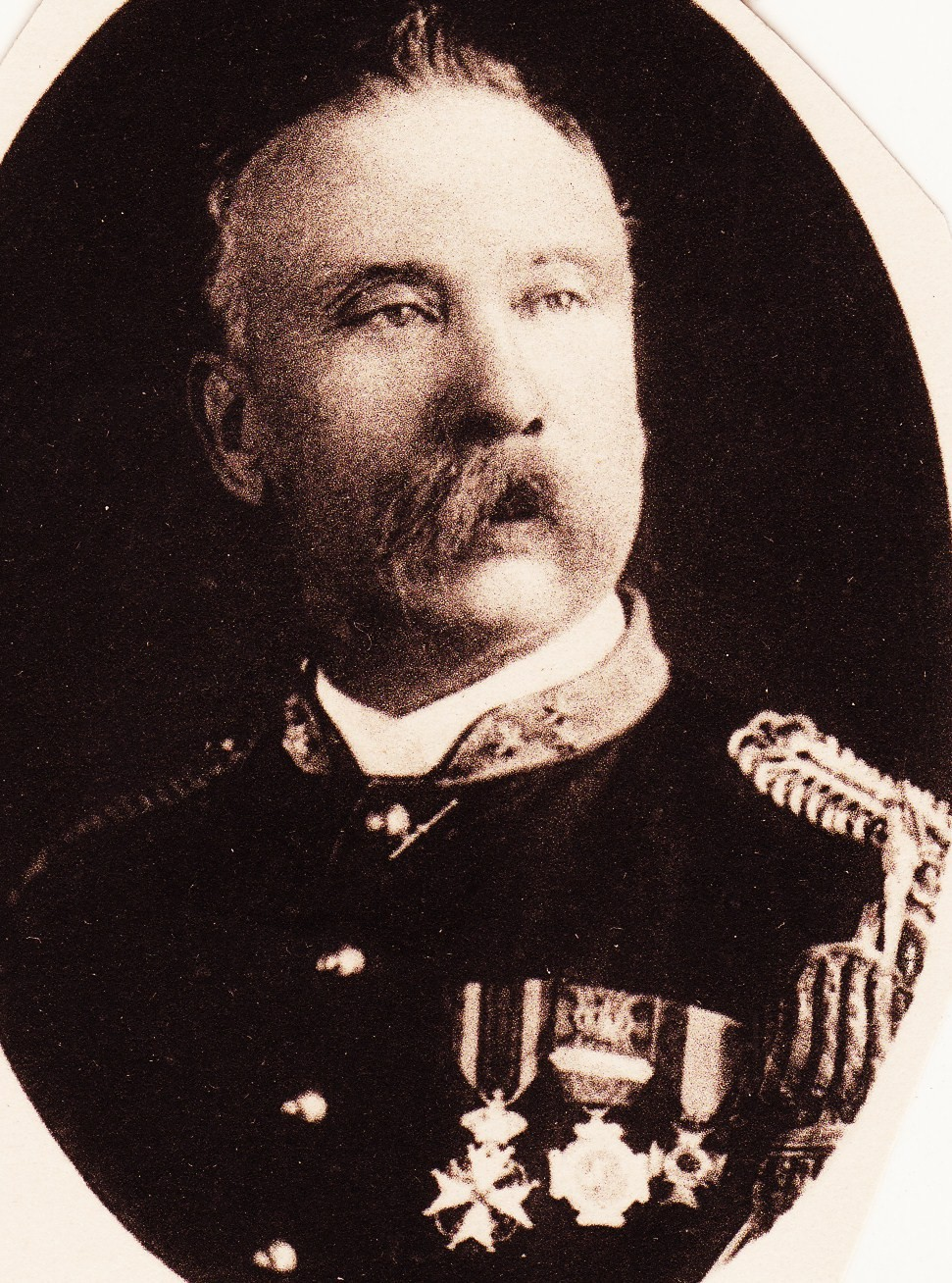
L.H.M. Genet
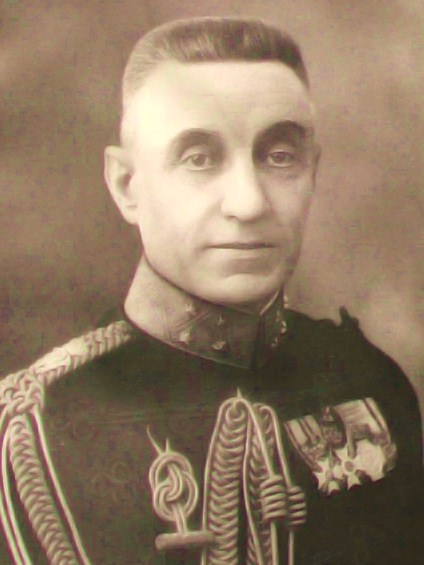
K.F.E. Gerth van Wijk

## H
- Joan Haanappel (1940-2024), kunstschaatster
- Anthonie Haga (1834-1902), commandant Nederlandsch-Indisch Leger
- Hermanus Frederik Christiaan Hardenberg (1836-1914), gouverneur van de Koninklijke Militaire Academie
- Arend Hendriks (1901-1951), beeldend kunstenaar
- Hendrik Gerard Johan van Hoogstraten (1841-1905), kolonel, ridder Militaire Willems-Orde

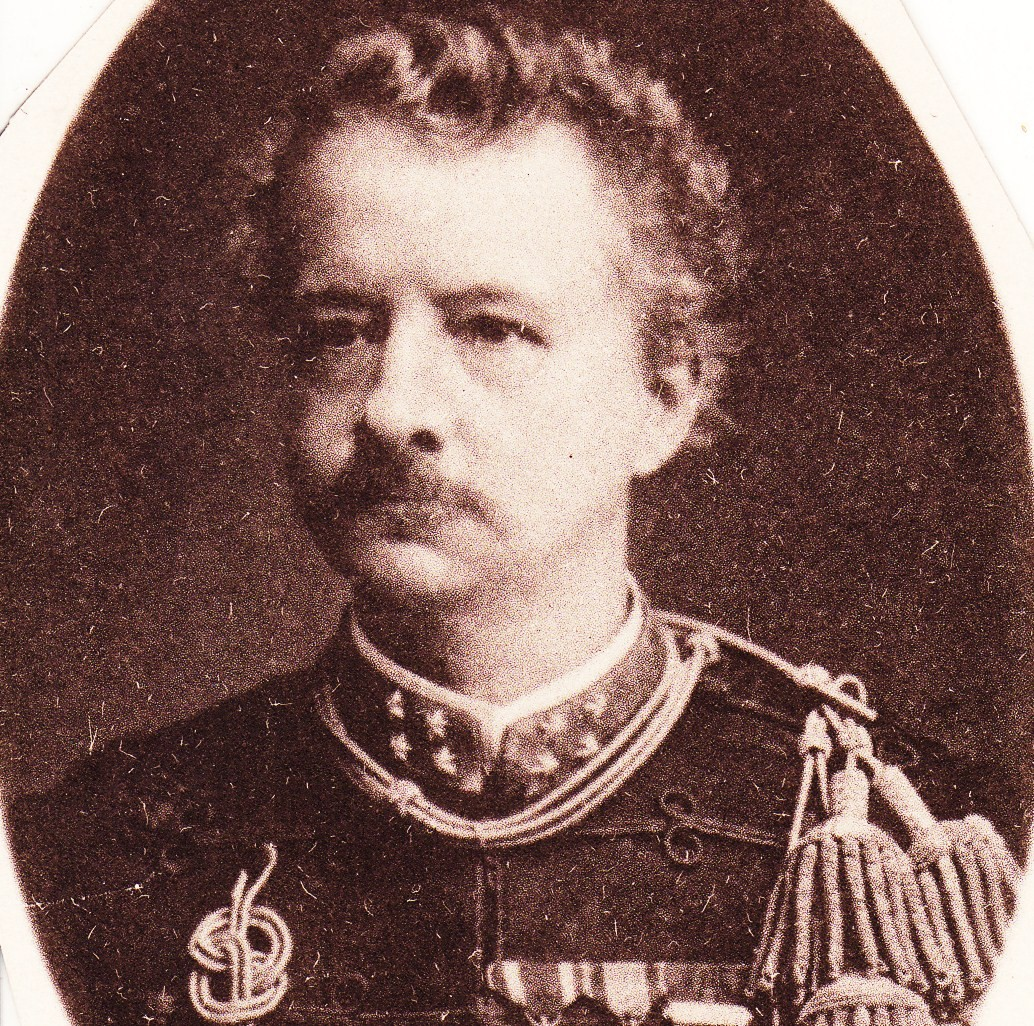
A. Haga
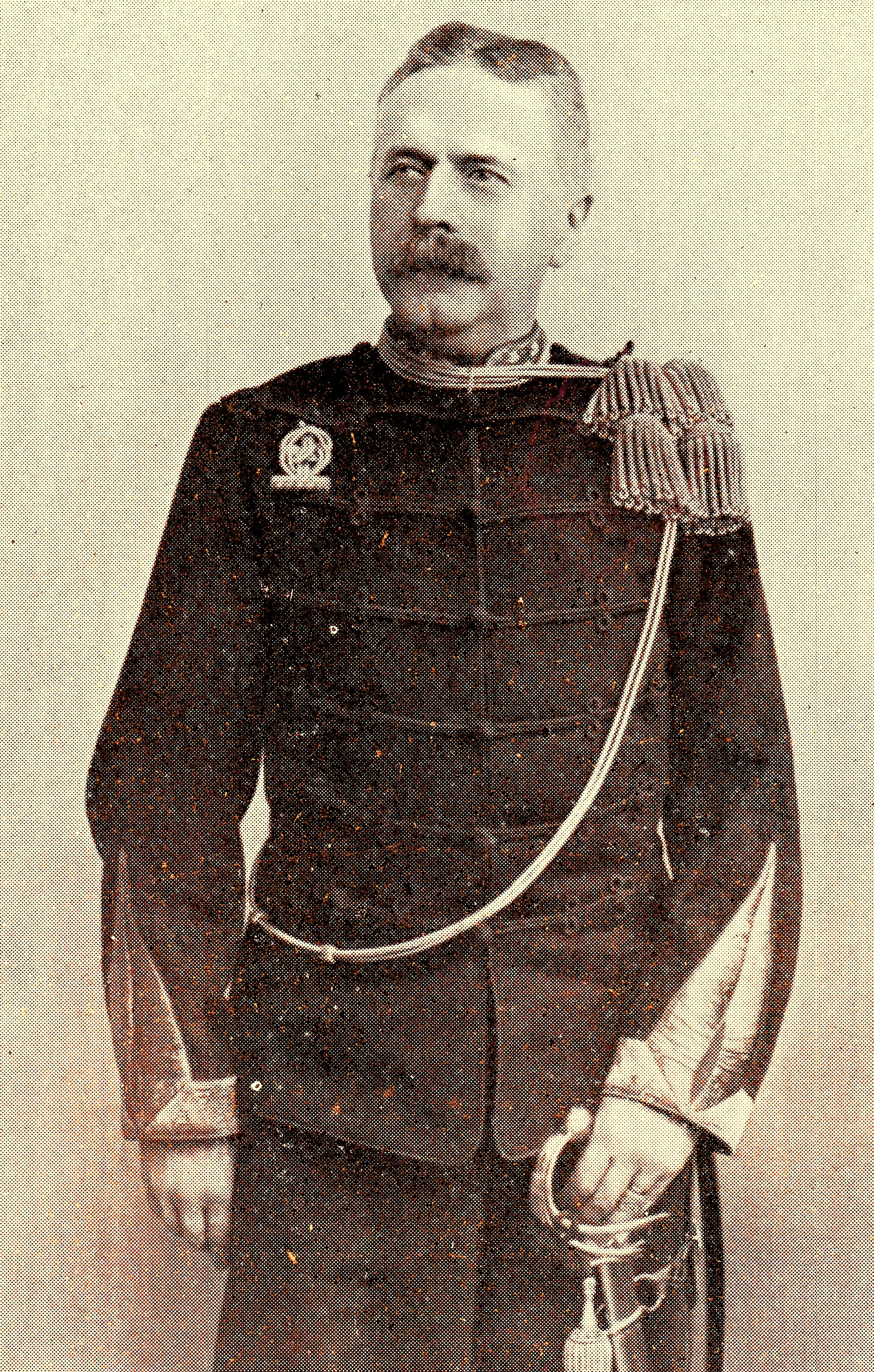
H.F.C. Hardenberg
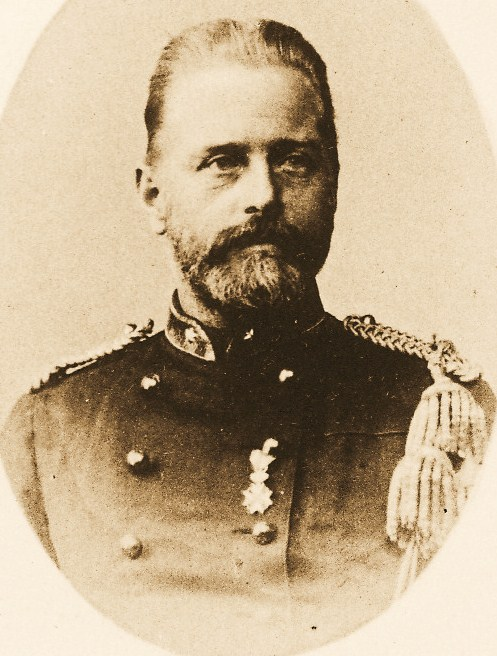
H.G.J. van Hoogstraten

## J
- Johan Rudolf Jacobs (1851-1906), luitenant-kolonel, ridder Militaire Willems-Orde
- Johan Jurrien Jenae (1882-1944), luitenant-kolonel, ridder Militaire Willems-Orde
- Albertus Jonker (1849-1919), kapitein, ridder Militaire Willems-Orde

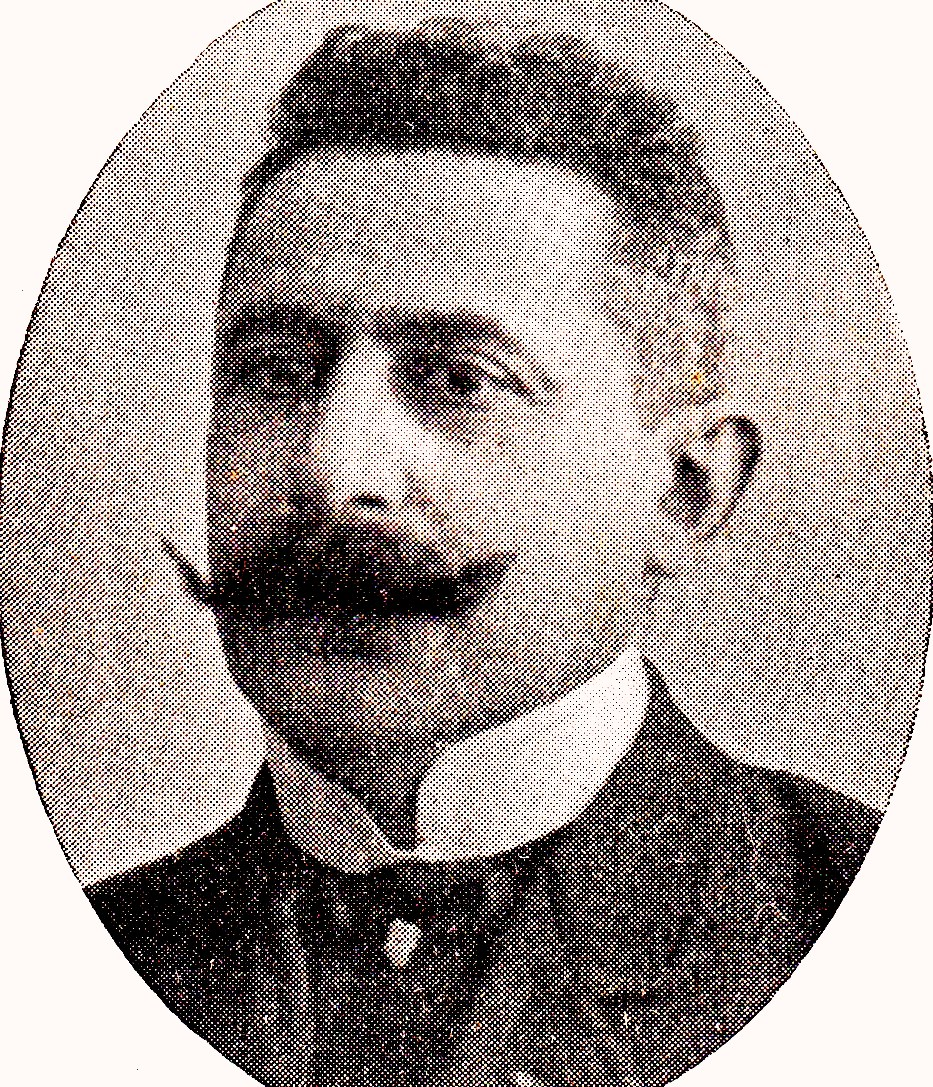
J.R. Jacobs
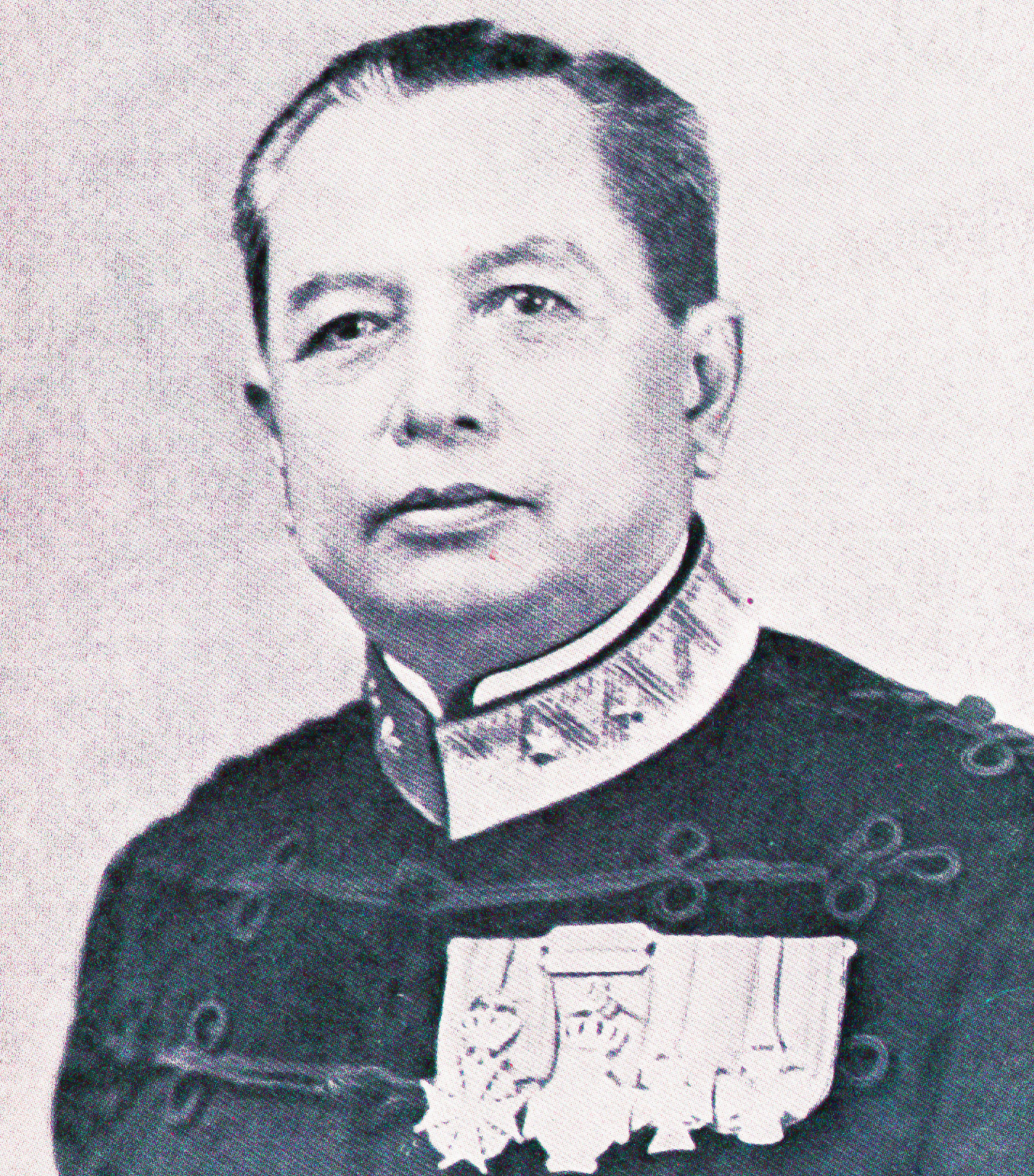
J.J. Jenae
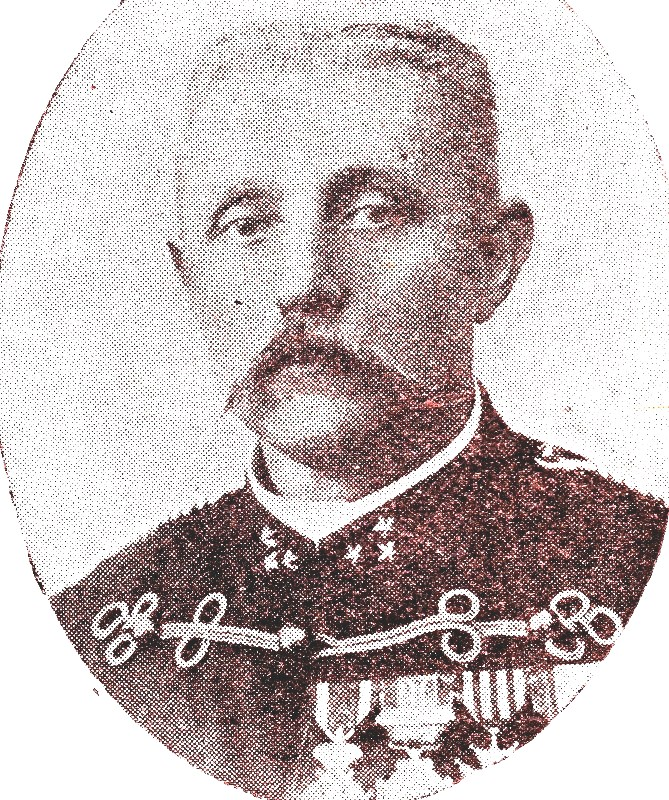
A. Jonker

## K
- Johan Keller (1863-1944), beeldhouwer
- Catharina Kiers (1839-1930), schilder
- Willem Kloos (1850-1938), dichter
- Willem van Konijnenburg (1868-1943), beeldend kunstenaar
- Fedor van Kregten (1871-1937), kunstschilder en onderwijzer
- Alexander Kropholler (1881-1973), architect

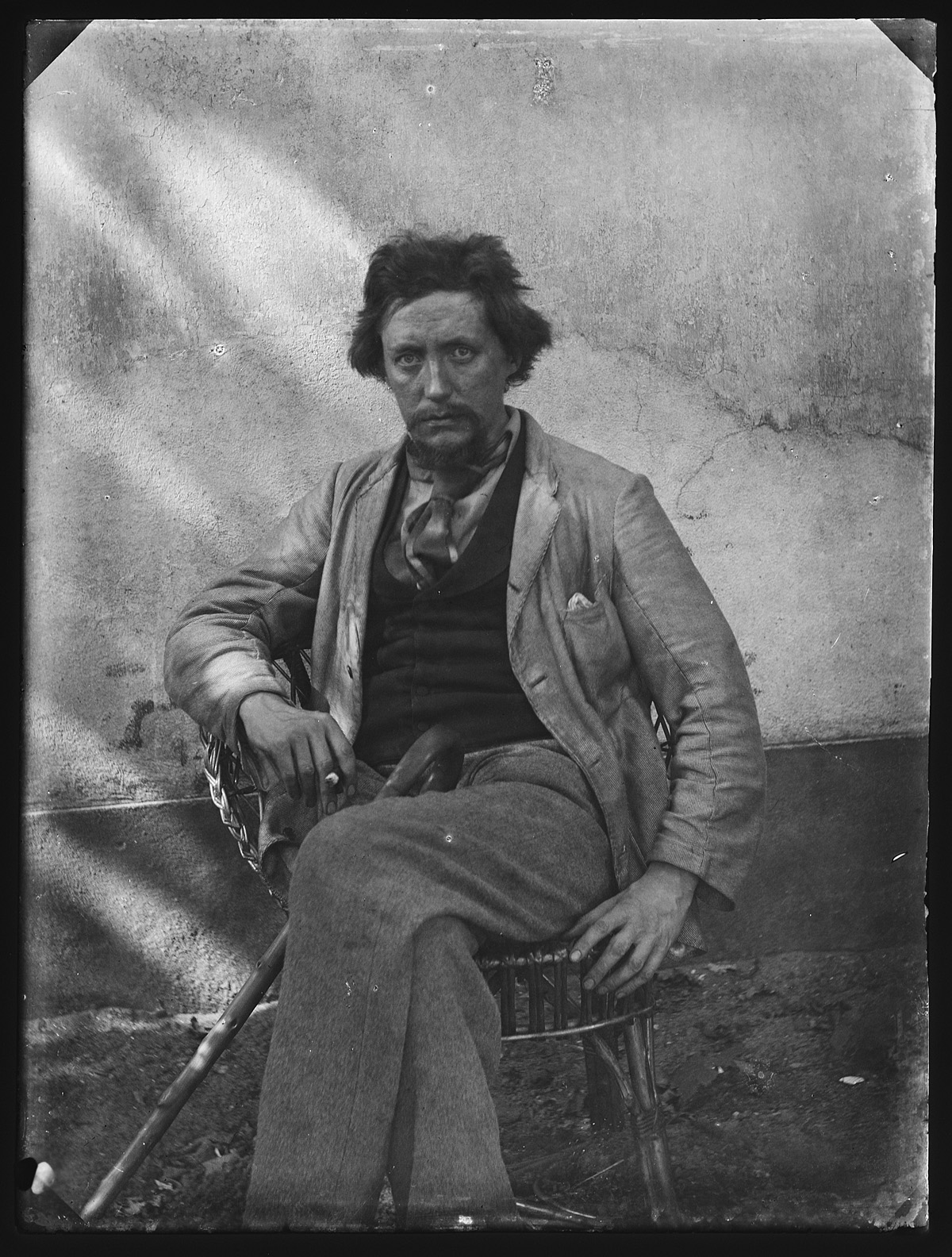
W. Kloos
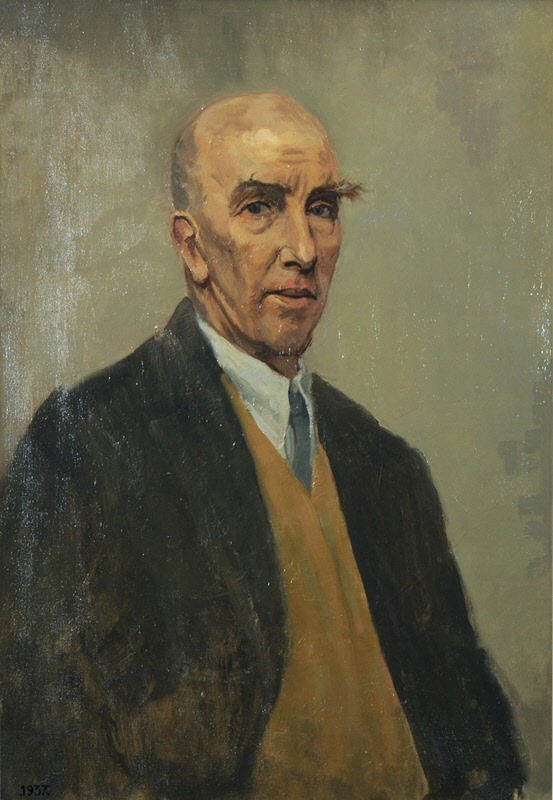
Fedor van Kregten

## L
- Aegidius Luymes (1834-1918), generaal, ridder Militaire Willems-Orde

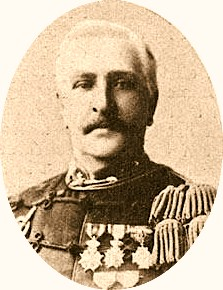
A. Luymes

## M
- Johan Manusama (1910-1995), president in ballingschap
- Theo Uden Masman (1901-1965), musicus, orkestleider
- Adolf Pieter Melchior (1854-1931), waterbouwkundig ingenieur
- Willem Metzelaar (1849-1918), architect en ingenieur

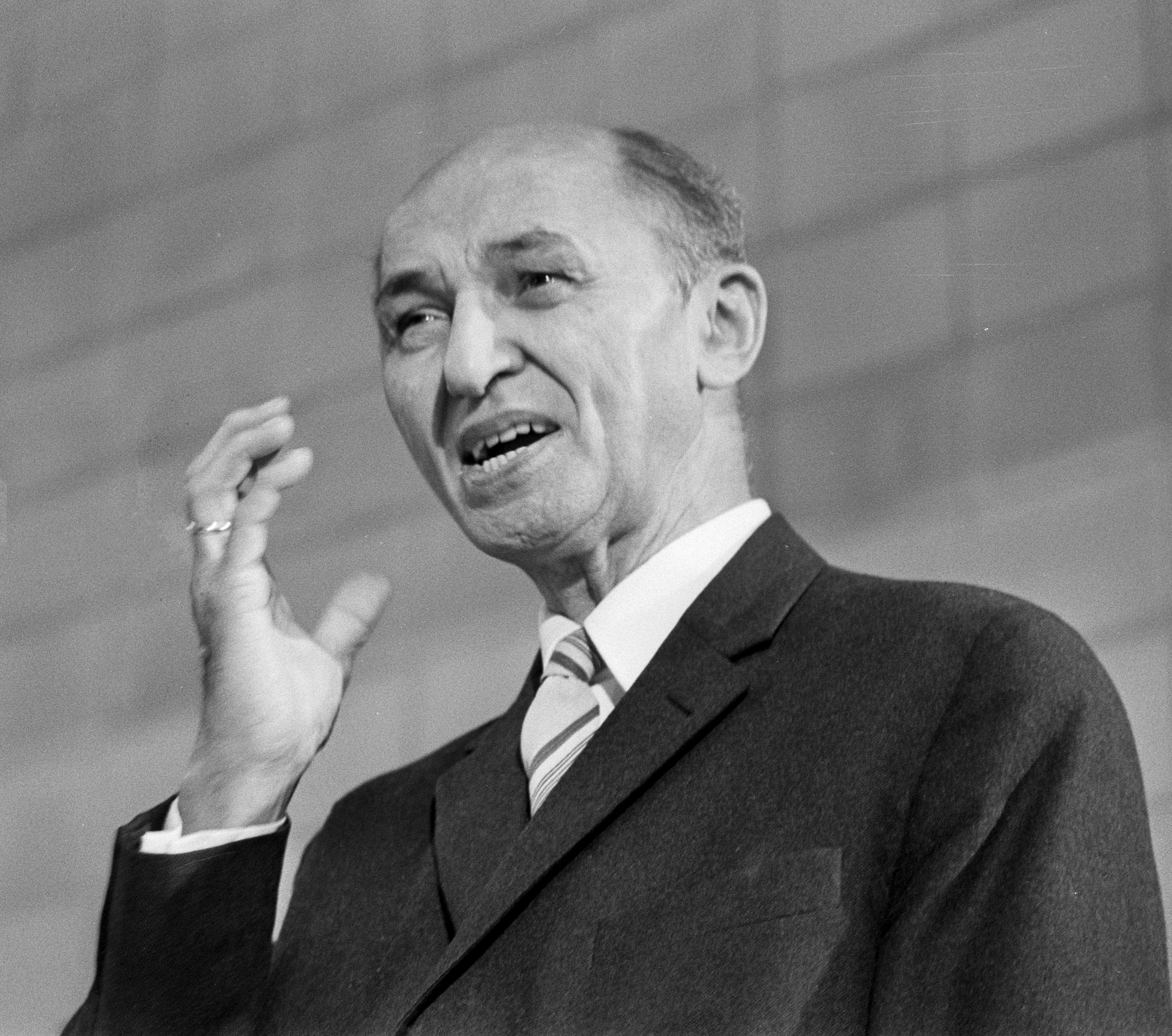
Ir. J.A. Manusama

## N
- Wilhelm Christiaan Nieuwenhuijzen (1847-1913), militair en publicist

## O
- Maartje Offers (1891-1944), operazangeres

## R
- Nicolaas Hubert Jozef Richelle (1845-1922), luitenant-kolonel, ridder Militaire Willems-Orde
- Leonard Christiaan August Rombach (1837-1906), officier van gezondheid, ridder Militaire Willems-Orde

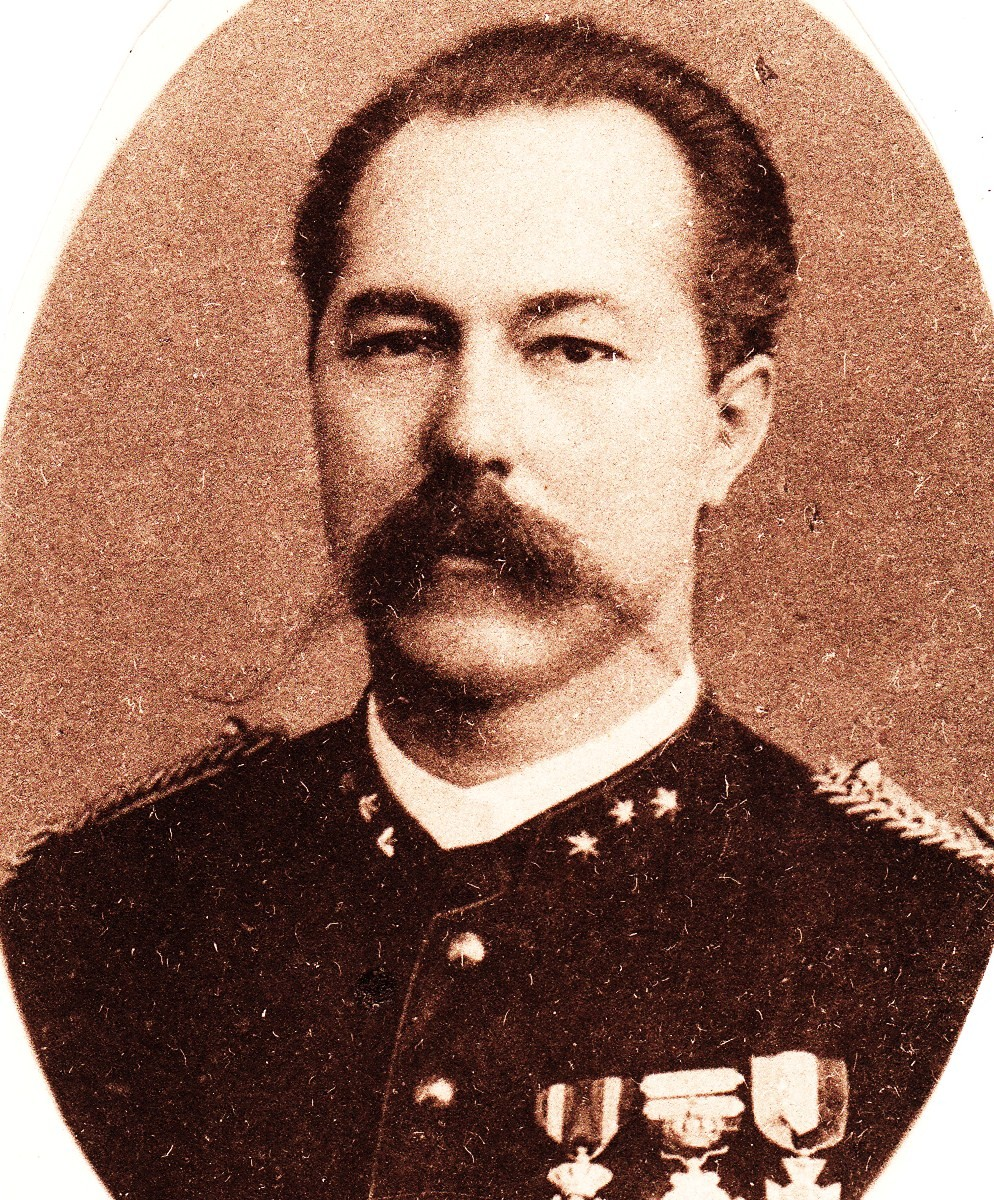
N.H.J. Richelle
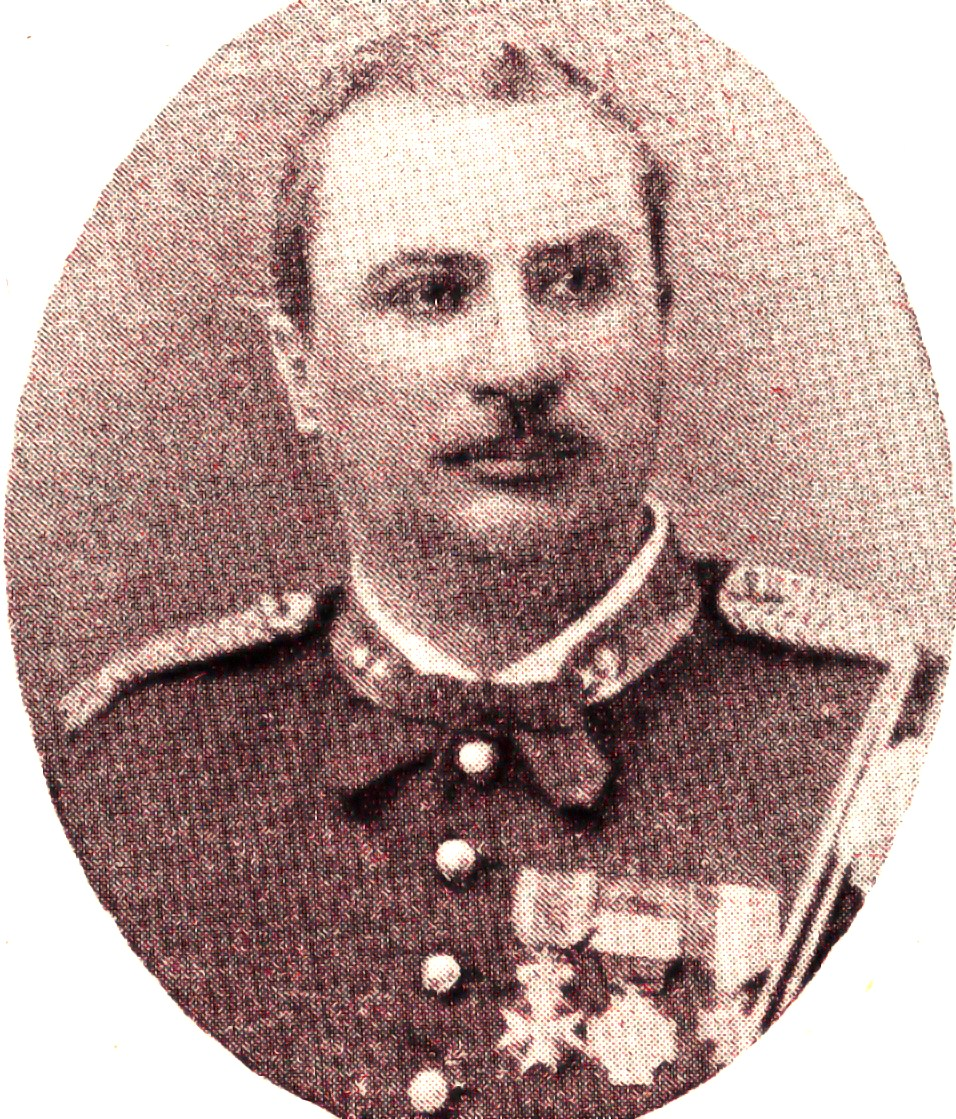
L.C.A. Rombach

## S
- Hanso Henricus Schotanus à Steringa Idzerda (1885-1944), Nederlandse ingenieur en radio-omroeppionier[1]
- Jan Semmelink (1837-1912), officier van gezondheid, ridder Militaire Willems-Orde
- Johannes Wouter Stemfoort (1844-1913), generaal-majoor, tijdelijk militair en civiel gouverneur van Atjeh
- Frederik Jan Stokhuyzen (1842-1930), viceadmiraal
- Jacob Jan Stolk (1866-1927), kolonel van het Koninklijk Nederlandsch-Indisch leger, ridder Militaire Willems-Orde
- Charles de Stuers (1894-1981), kunstschilder en conservator

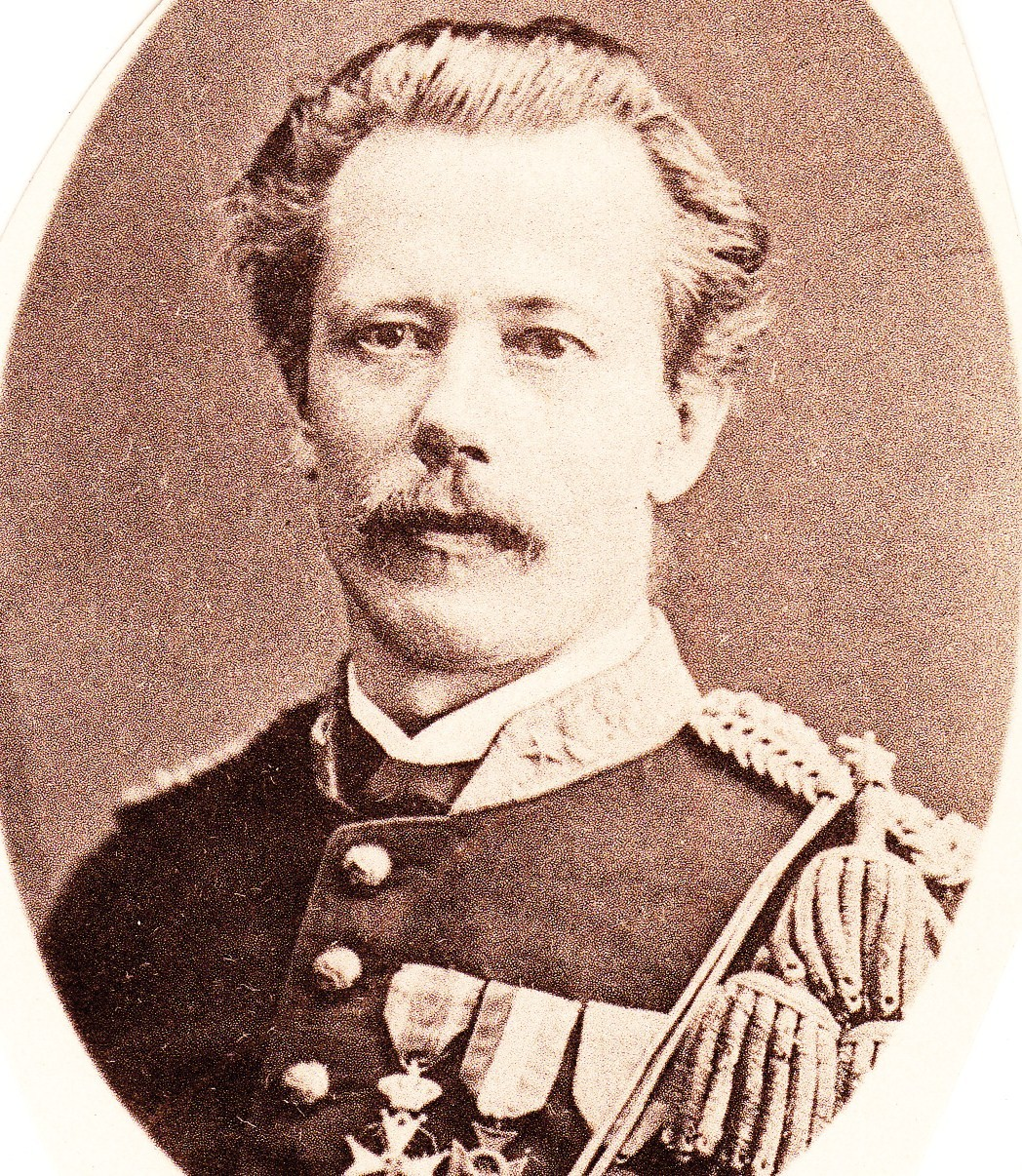
J. Semmelink
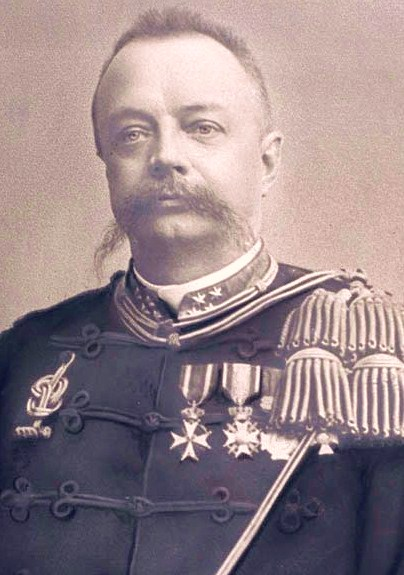
J.W. Stemfoort
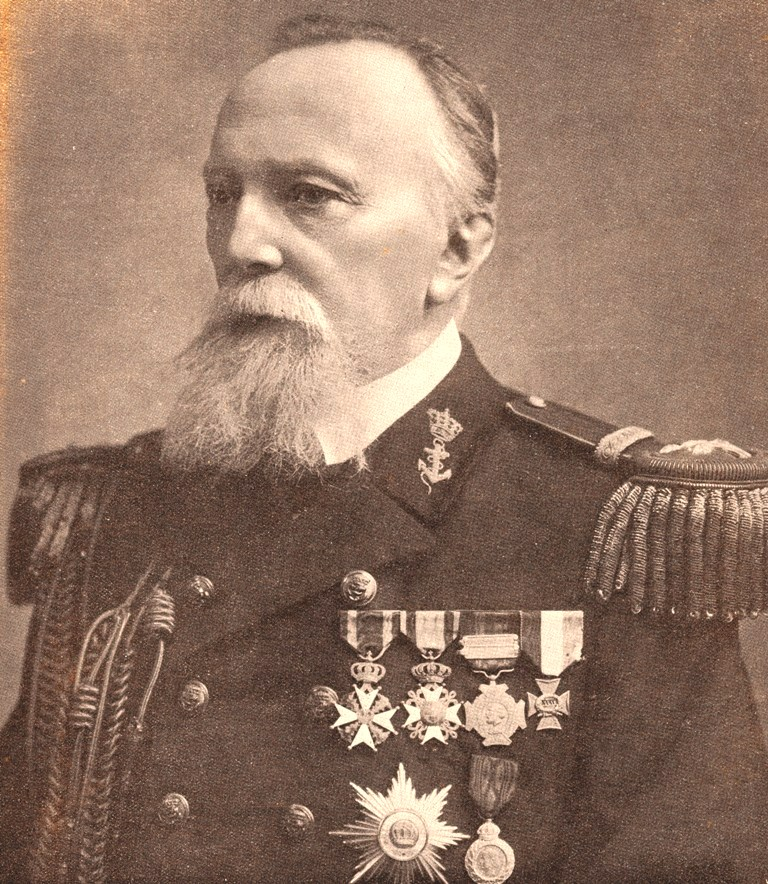
F.J. Stokhuyzen
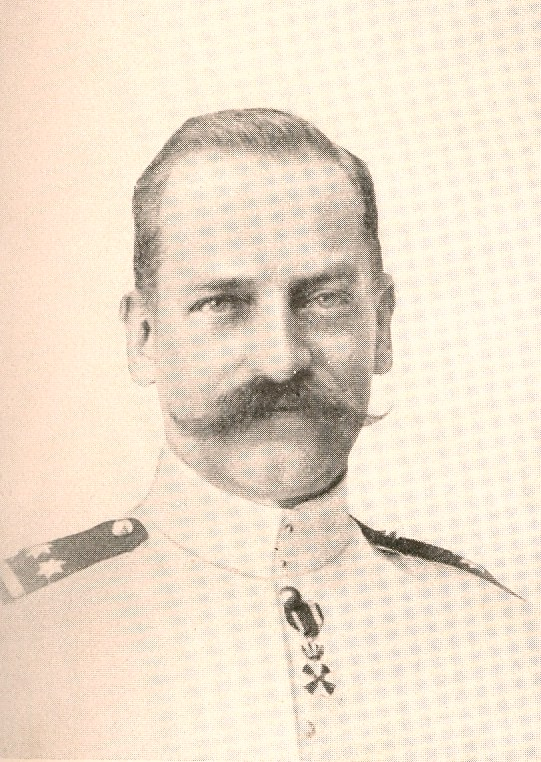
J.J. Stolk

## V
- Bas van der Veer (1887-1941), illustrator
- Theodorus Jacobus Veltman (1868-1943), generaal-majoor, ridder Militaire Willems-Orde
- Simon Vestdijk (1898-1971), letterkundige
- Jacobus Augustinus Vetter (1837-1907), commandant Nederlandsch-Indisch leger
- Johan Amelius Karel Hendrik Willem Vogel (1837-1926), kolonel der infanterie
- Wilhelm Heinrich Ferdinand Vogel (1835-1908), kapitein-ter-zee

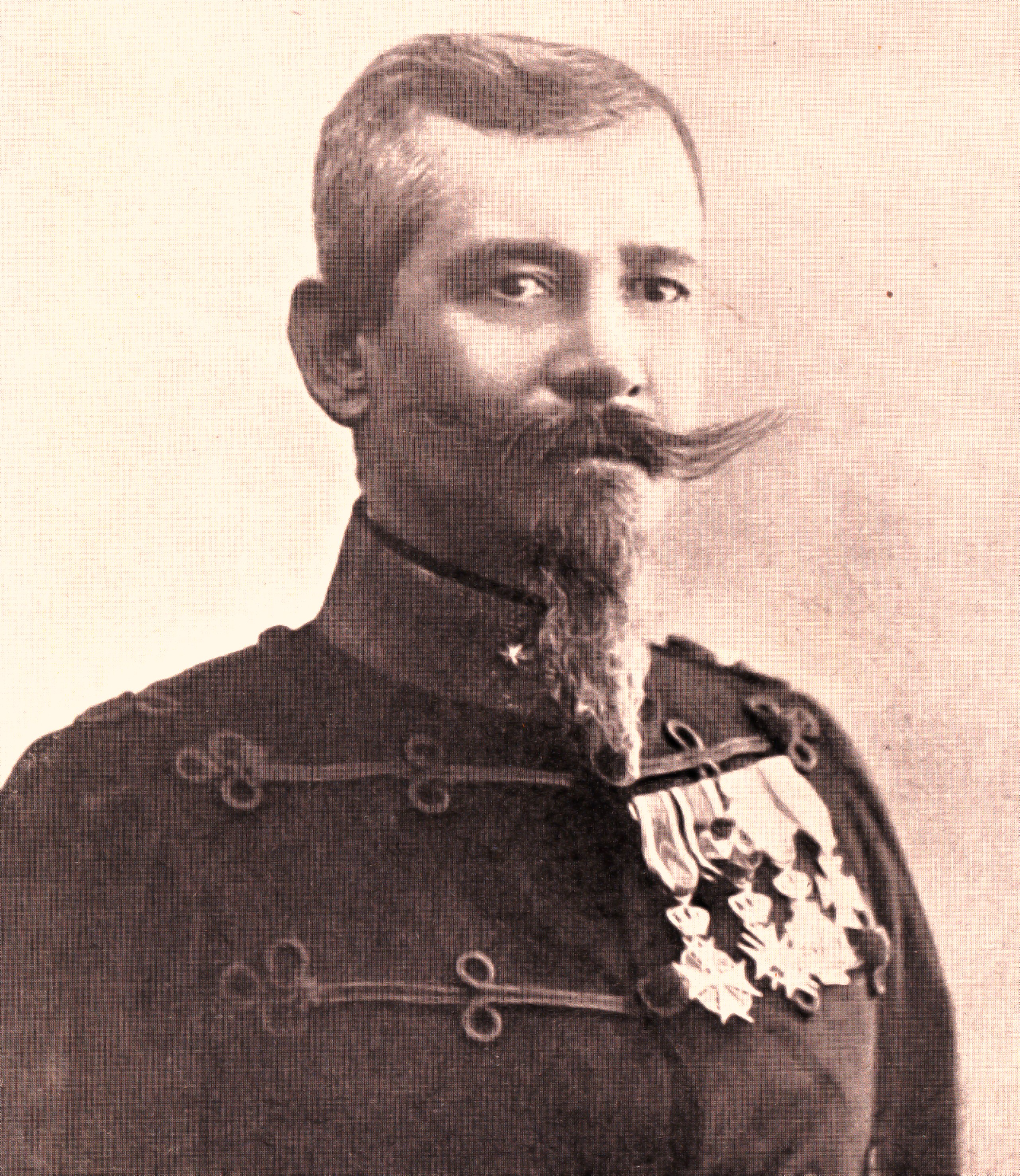
T.J. Veltman
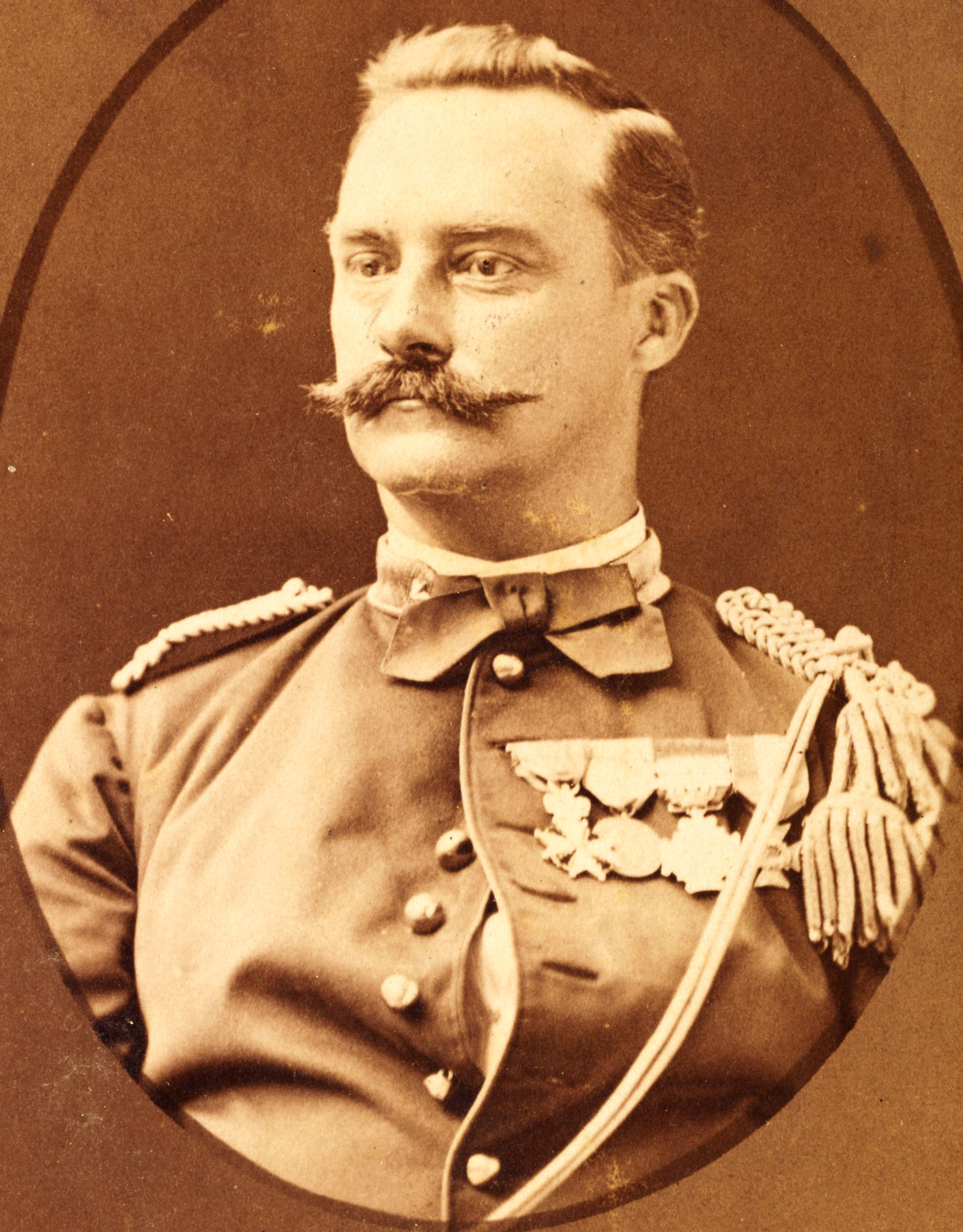
J.A. Vetter
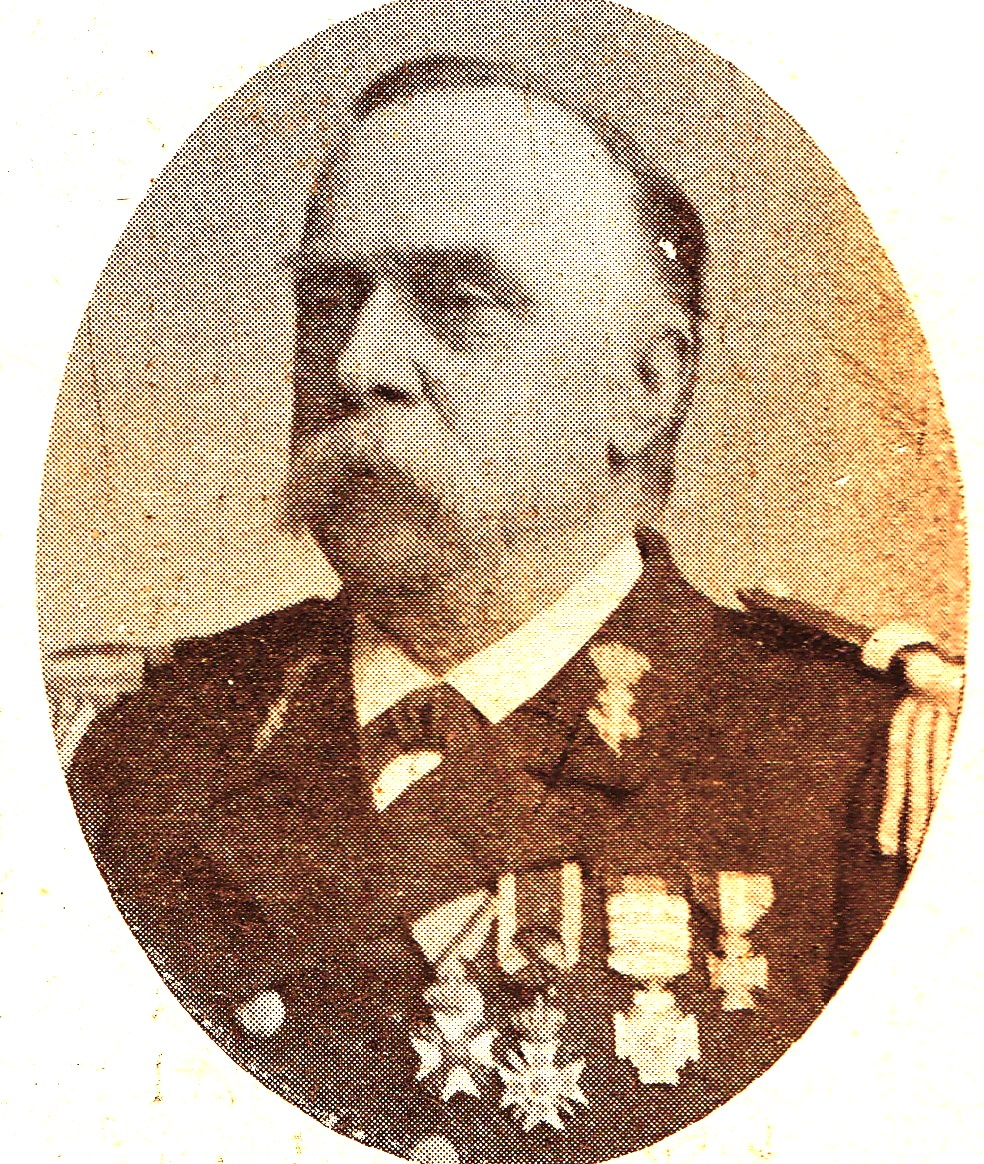
W.H.F. Vogel

## W
- Rudi Wairata (1929-1981), Hawaïaans gitarist, leerling van George de Fretes
- John Waldschmit (1959 – 2014), Haagse Sjonnie, rebel
- George Felix Bernard Watrin (1869-1935), majoor, ridder Militaire Willems-Orde
- Piet van Wijngaarden (1898-1950), Nederlands motorcoureur en motorhandelaar, in het familiegraf van de familie van Wijngaarden.
- Hendrik Philippus Willemstijn (1855-1918), kolonel, ridder Militaire Willems-Orde
- Gerardus Wiggers van Kerchem (1822-1897), generaal en militair bevelhebber te Atjeh
- Jouwert Witteveen (1850-1929), luitenant-kolonel, ridder Militaire Willems-Orde

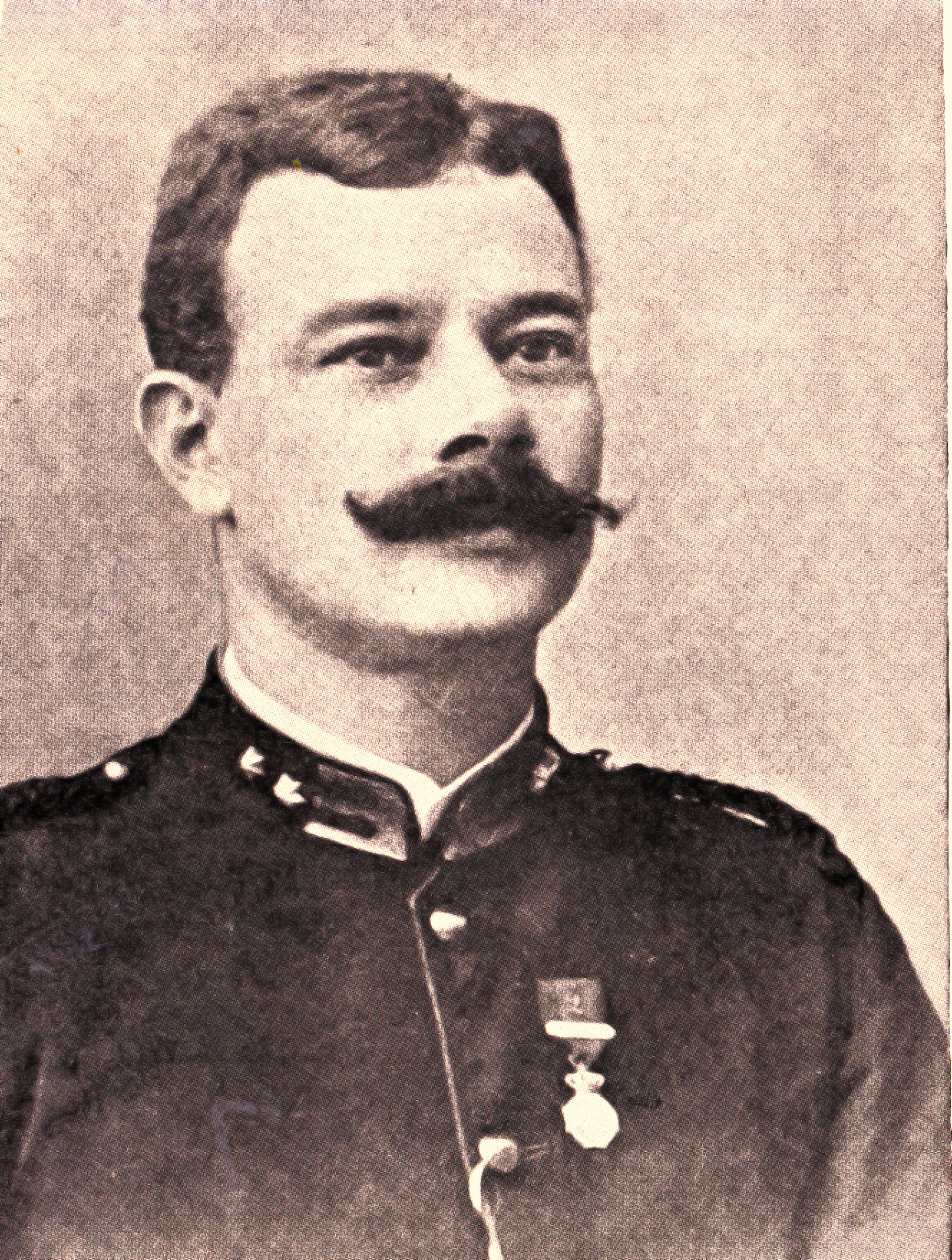
G.F.B. Watrin
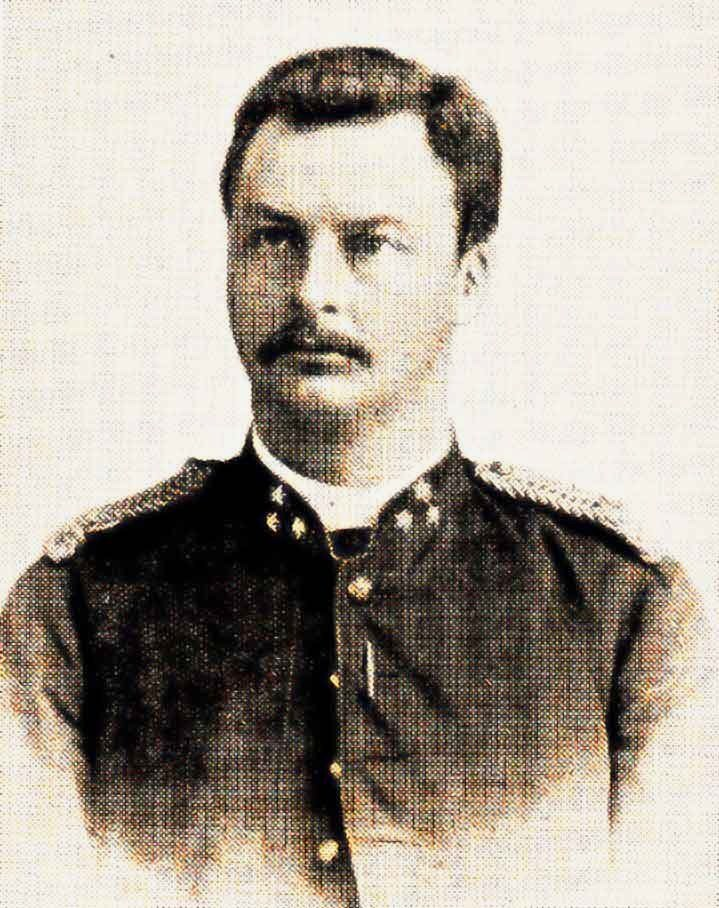
H.P. Willemstijn
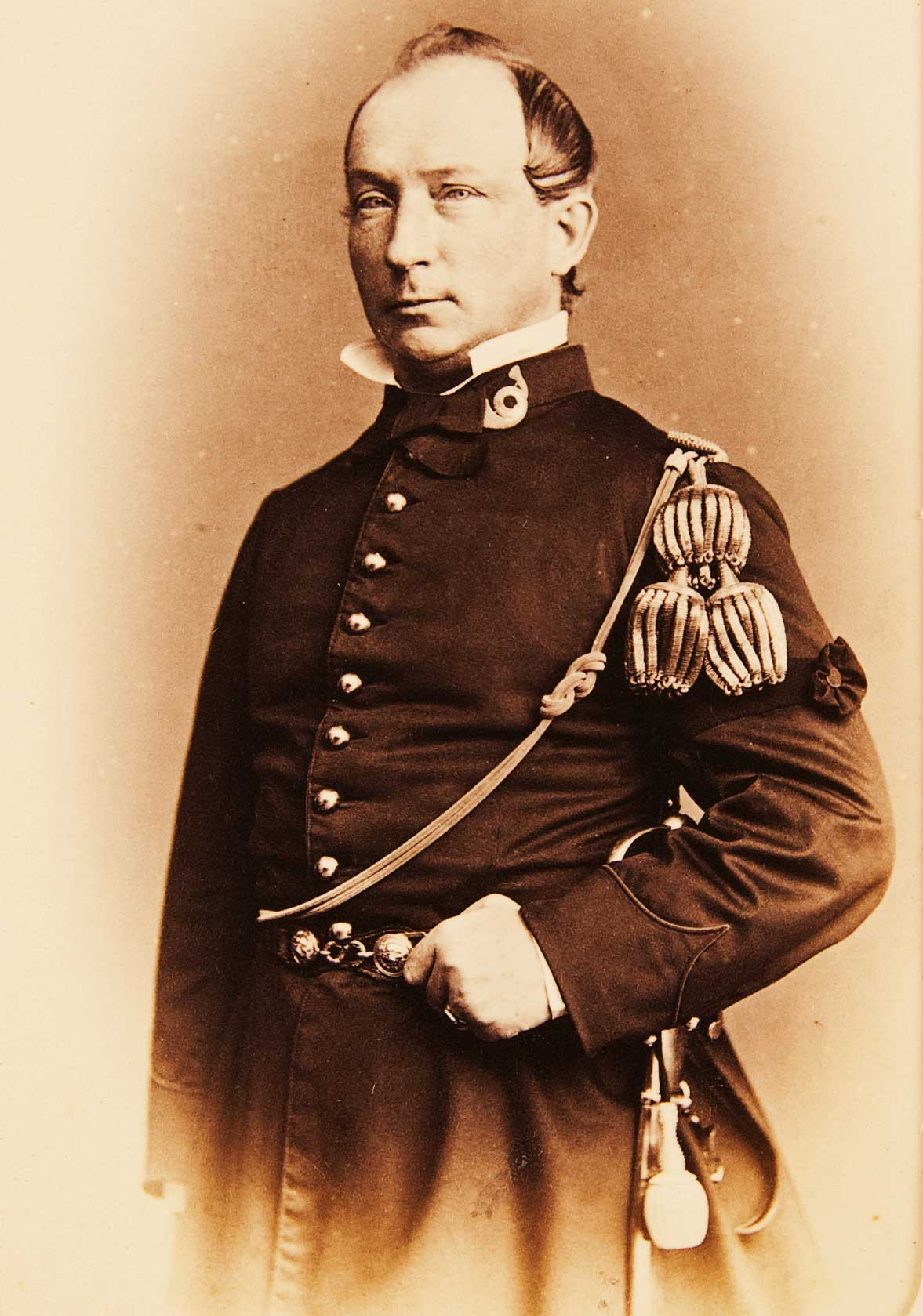
G.B.T. Wiggers van Kerchem
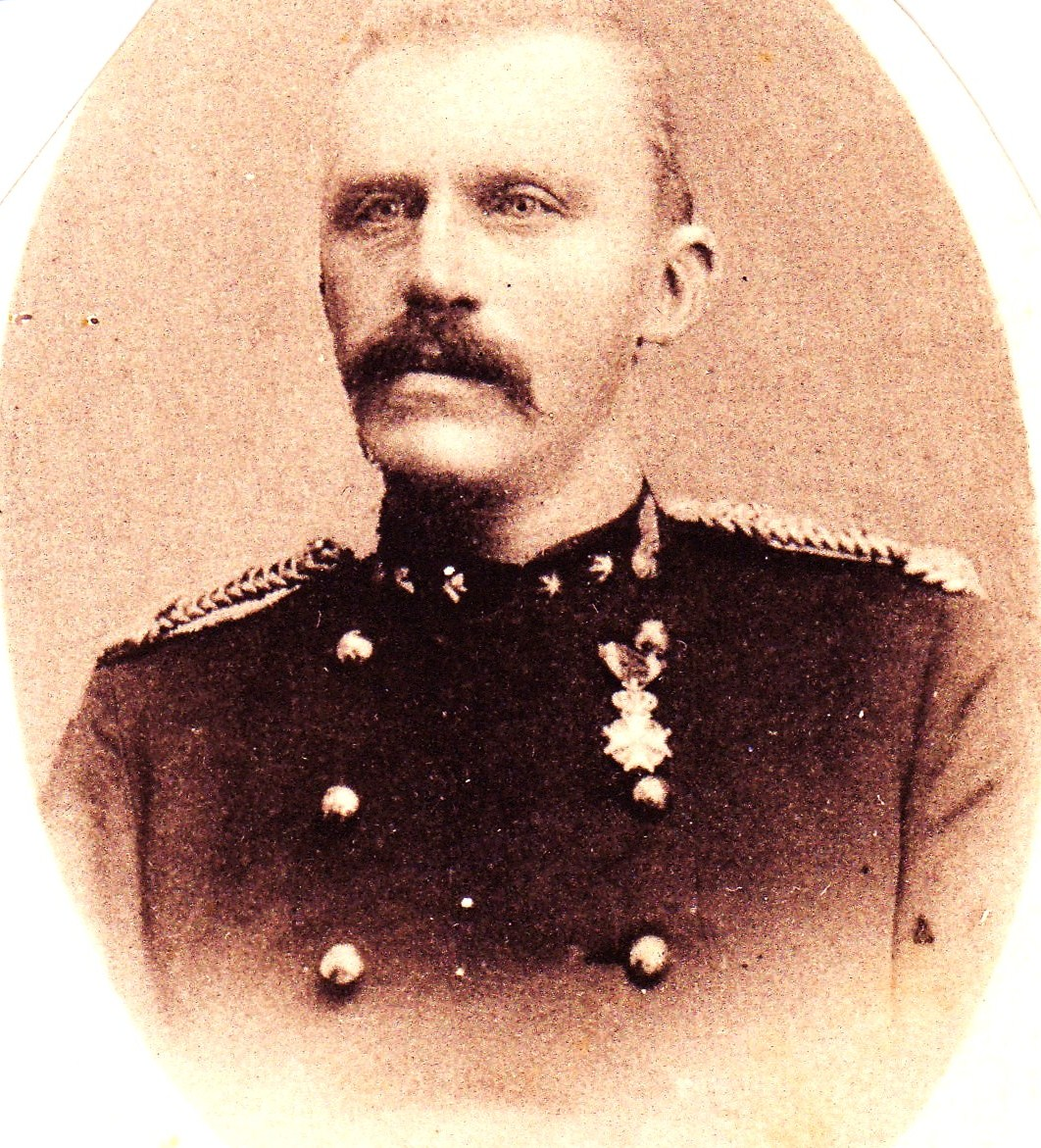
J. Witteveen

## Y
- Yi Jun (1859-1907), Koreaans diplomaat en vrijheidsstrijder

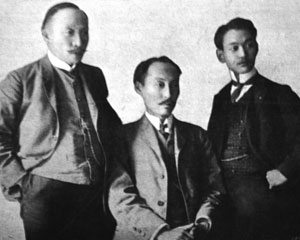
Yi Jun, Yi Sang-sol en Yi Wi-jong
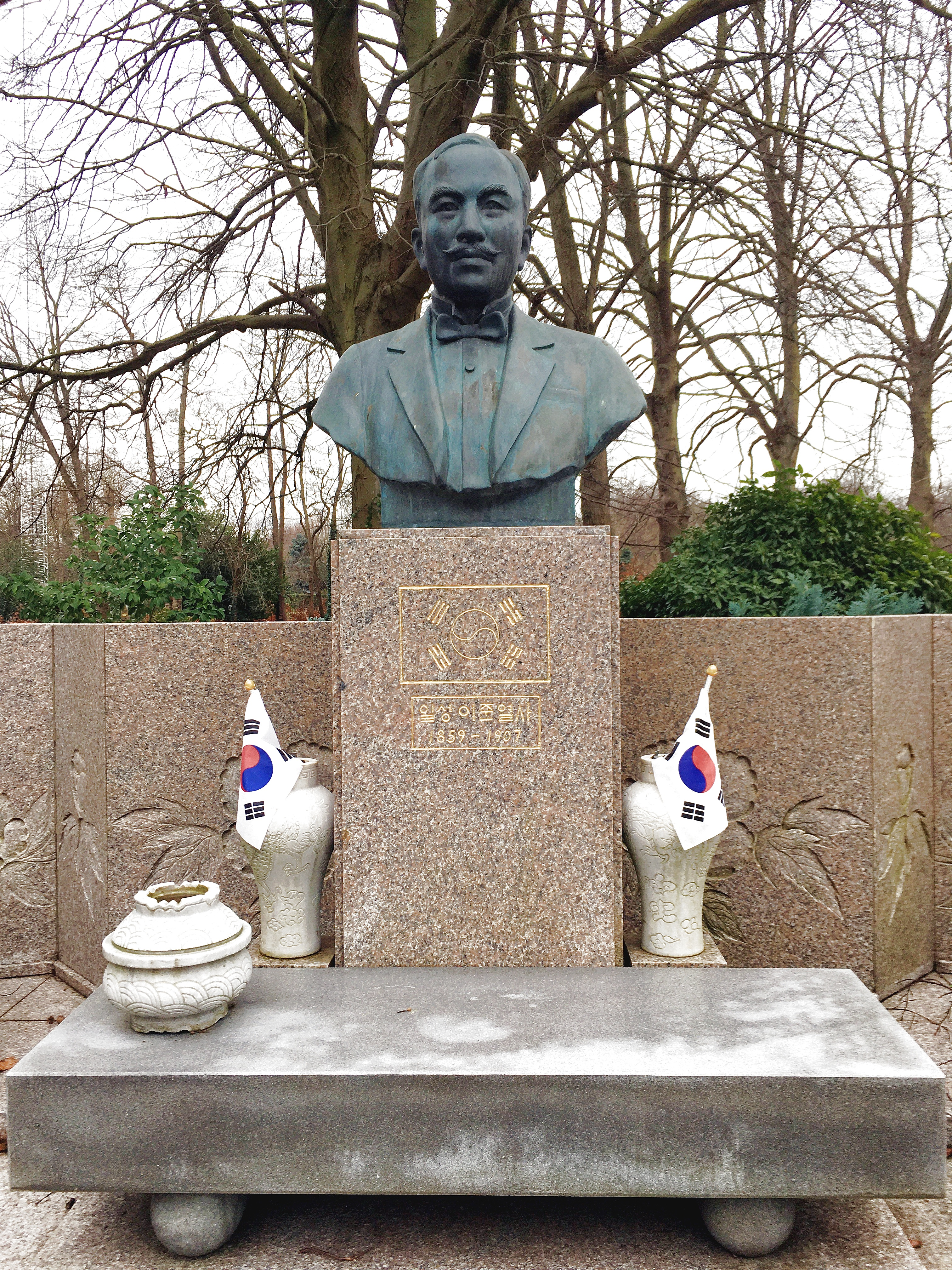
Cenotaaf van Yi Jun

## Z
- Cornélie van Zanten (1855-1946), operazangeres, zangpedagoge

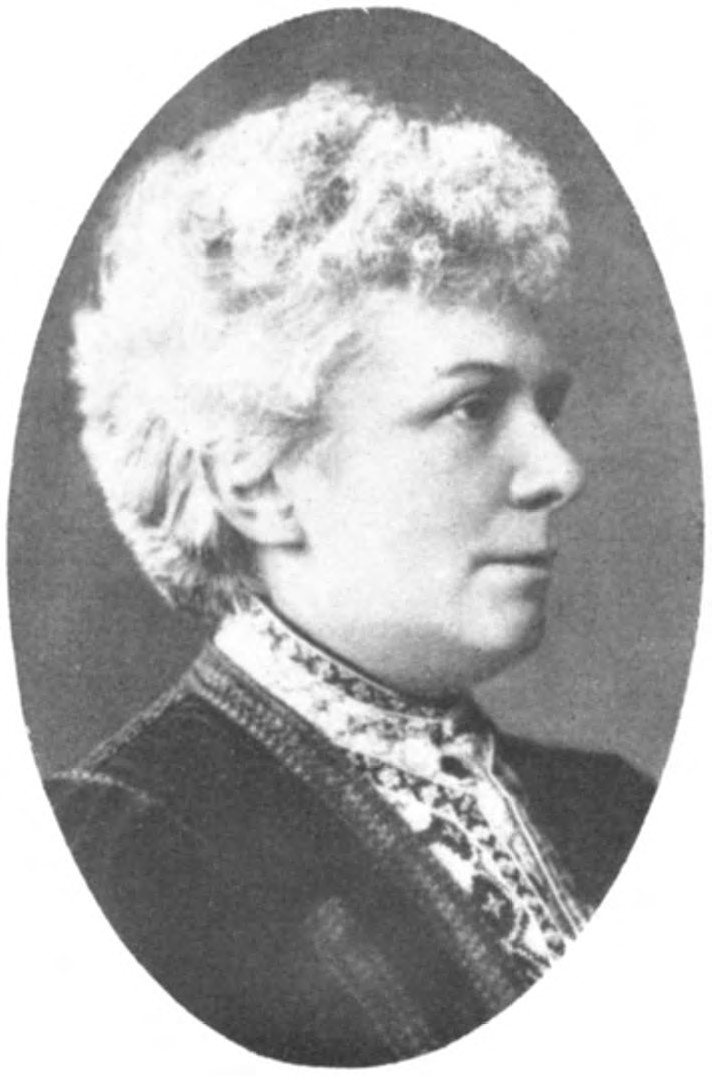
Cornélie van Zanten